# René Magloire
René Magloire, né le 13 janvier 1937 à Cap-Haitien, est un avocat et un homme politique haïtien. Il a été ministre de la Justice d'Haïti à deux reprises.

## Biographie
Membre du Barreau de Cap-Haïtien, René Magloire est devenu ministre de la Justice et de la Sécurité publique dans le gouvernement de Claudette Werleigh, du 7 novembre 1995 au 6 mars 1996.
Émigré au Québec, il est avocat criminaliste au Barreau de Montréal puis est nommé comme Procureur de la Couronne.
Le 9 juin 2006, il entre au gouvernement de Jacques-Édouard Alexis comme ministre de la Justice et de la Sécurité publique. À ce poste, il lance un ambitieux plan de réforme judiciaire. En mars 2008, alors que le débat sur la double nationalité des politiciens conduit à l'exclusion de deux sénateurs, le cas de René Magloire, soupçonné d'être devenu Canadien, fait l'objet de controverse. Le ministre occupe toutefois son poste jusqu'au remplacement du gouvernement, le 5 septembre 2008.
Après son retrait de la vie politique, il œuvre comme consultant auprès de l'Institut des États-Unis pour la paix (USIP).

## Vie privée
René Magloire est le père d'Alain Magloire, chercheur au CNRC avant de devenir itinérant, tué par un policier de Montréal.